# Drum național 22C
Der Drum național 22C (rumänisch für „Nationalstraße 22C“, kurz DN22C) ist eine Hauptstraße in Rumänien.

## Verlauf
Die Straße beginnt bei Cernavodă knapp östlich des Donauübergangs der Autobahn A2 an der Anschlussstelle der Autobahn. Sie verläuft im Wesentlichen nördlich parallel zu dieser über Medgidia nach Murfatlar, wo sie auf den Drum național 3 trifft und an diesem endet. Die Straße bildete einen Abschnitt der Europastraße 81.
Die Länge der Straße beträgt rund 43 km.